# احنا ولاد النهاردة (فلم)
إحنا ولاد النهاردة فيلم دراما مصري لعام 1995 إخرج الفيلم وكتب القصة والسيناريو والحوار سيد طنطاوي. الفيلم من بطولة خالد النبوي وآثار الحكيم ومدحت صالح  وتدور الأحداث حول طالبة بكلية الطب تحب ابن عمها ويرفض والدها أن تتزوجه لفقره.
صدر الفيلم إلى دور العرض المصرية في 2 أكتوبر 1995.
منح موقع قاعدة بيانات الأفلام العربية «السينما.كوم» الفيلم درجة 5.3/ 10.

## طاقم التمثيل
آثار الحكيم: في دور لبنى مهران (طالبة الطب)
مدحت صالح: في دور سمير عبد الحميد (ابن عم لبنى المغني)
خالد النبوي: في دور مرسي (عامل بناء وشاعر وصديق سمير)
عبد الله الكاتب: في دور تامر (شاب ريفي ثري يطمع في الزواج من لبنى)
عايدة رياض: في دور بدرية (حبيبة مرسي)
علاء ولي الدين: في دور المعلم ضاحي (مالك عقار محل سكن سمير ومرسي)
عبد الحفيظ التطاوي: في دور مهران (والد لبنى)
ليلى جمال: في دور حسنية (والدة لبنى)
فؤاد خليل: في دور وائل
عثمان عبد المنعم: في دور المعلم قرهود (تاجر الجثث)
فاطمة محمود: في دور بطة
بالاشتراك مع: مهدي عباس - محيي عبد الحي - فاتن عبد الحميد - سيد دعبس - محمد عوض - ليلى الإسكندرانية.

## أحداث الفيلم
تقيم طالبة كلية الطب الريفية لبنى مهران (آثار الحكيم) في بيت الطالبات وتحب ابن عمها سمير عبد الحميد (مدحت صالح) المغني الذي يبحث عن فرصة ولكن عمه مهران (عبد الحفيظ التطاوي) يرفض أن يزوجه من لبنى لأنه يريدها أن تتزوج الشاب الثري الريفي تامر (عبد الله الكاتب) الذي يمتلك 300 فدان، كما أن والدتها حسنية (ليلى جمال) توافق على زواجها من تامر. تقوم الأسرة بقراءة الفاتحة ويؤجل الزواج لما بعد تخرج لبنى. يتعرف سمير على الشاعر مرسي (خالد النبوي) العامل اليدوي الصعيدي والذي يقيم في حجرة صغيرة فوق سطح مبنى من أملاك المعلم ضاحي (علاء ولي الدين) حيث يسكن سمير أيضاً ويتأخر في تسديد الإيجار. تحتاج لبنى إلى جثة لدراسة التشريح، والمشكلة أن المعلم قرهود (عثمان عبد المنعم) لا يتعامل في بيع الجثث إلا مع النساء فيضطر سمير للتنكر في زي إمرأه ويذهب إليه مع لبنى لشراء الجثة ويضعها في بيته، وبعد خروج الجميع تتحرك الجثة وتعود إلى المعلم قرهود. يعود سمير لاسترداد ما دفعة ثمناً للجثة، ويكتشف أن قرهود يقوم بعملية نصب إذ يسلم المشتري ابنة زوجته بدرية (عايدة رياض)على أنها جثة ثم تغافل المشتري وتعود ليبيعها مرة أخرى. كانت بدرية تشترك في هذه الخدعة على مضض وتقرر التوقف عن هذا العمل خصوصاً وقد أعجبت بمرسي صديق سمير وأعجب بها. تعيد بدرية لسمير ومرسي ثمن الجثة، ويتزوجها مرسي. يذهب مهران لزيارة ابنته لبنى، ويجدها بصحبة ابن عمها سمير فيضربها ويتسبب في كسر ذراعها، ويصر على إتمام زواجها من تامر. يجتهد سمير ويتمكن من تسجيل بعض من أغانيه، ويبدأ نجمه في الصعود. يخطط سمير مع أصدقائه على خطة لتخليص لبنى من تامر في حفل الزواج. يذهب مرسي وبدرية إلى مهران لإبلاغه ان سمير قد انتحر حزناً على زواج لبنى، ويفتح مهران باب الغرفة التي يحتجز فيها لبنى ليجدها قد انتحرت بتناول السم، يجهش مهران بالبكاء والندم، وفجأة تظهر لبنى مرتدية ملابس العرس وتخاطب والدها على أنها روح لبنى، بينما ينكر الجميع أنهم يشاهدون شيئا. تنتهي الخدعة بموافقة مهران على زواج لبنى من سمير.

## وصلات خارجية
https://elcinema.com/work/1001837 احنا ولاد النهاردة (فيلم)
https://dhliz.com/film/e7na_welad_al_naharda/ احنا ولاد النهاردة (فيلم)
https://karohat.com/Title/aef1b42b-928f-476a-9700-338289dec4bd احنا ولاد النهاردة (فيلم)